# Kvadrat
Kvadrat este un film documentar de lung metraj din 2013, regizat, co-produs și scenarizat de Anatoli Ivanov. Filmul explorează realitățile muzicii techno, folosind exemplul DJ-ului rus Andrei Pușkariov. Filmat ca un hibrid între un film de călătorie și un videoclip, Kvadrat nu numai că ilustrează atmosfera festivă a cluburilor techno, dar dezvăluie și o parte mai puțin cunoscută a profesiei de DJ. Filmat în Elveția, Franța, Ungaria, România și Rusia, filmul omite elementele caracteristice unui documentar: fără interviuri, fără voice-over explicativ, fără fapte sau cifre. Dă prioritate unei abundențe de muzică techno, lăsând telespectatorul să interpreteze detaliile.
Din punct de vedere cinematografic, Kvadrat este de remarcat prin culori distinctive ale imaginii, design de sunet complex, atenție la detalii și lipsa unei structuri dramatice tradiționale, toate acestea fiind realizate cu un buget foarte redus.

## Rezumat
DJ-ul Andrei Pușkariov se trezește în apartamentul său din Moscova, își împachetează discurile de vinil într-un troller și pleacă spre aeroportul Domodedovo pentru a zbura spre Zürich. La aterizare, el este întâmpinat de promoterul clubului Supermarket. După ce adoarme la hotel este trezit brusc de alarmă, se îmbracă și pleacă la datorie în miez de noapte. Când își termină setul, părăsește clubul pentru a lua trenul spre Geneva iar pe drum, în loc sa admire peisajul alpin, doarme.
După o scurtă vizită la un prieten din Geneva (nu este afișat dacă de sex masculin sau feminin), el ia avionul înapoi spre Moscova. Astfel completează primul clip repetitiv (loop) al poveștii, repetat cu mici variații pe tot parcursul filmului, o metaforă pentru loop-urile muzicale din techno (ostinate).
În apartamentul său din Moscova, după ce răspunde rapid cererilor de booking pe Skype, Andrei Pușkariov trece prin imensa lui colecție de discuri techno pentru a-și pregăti următoarele seturi. Se bărbierește rapid și apoi ia un taxi spre gară, de unde se urcă într-un tren spre Sankt Petersburg.
Ajuns în acolo, el așteaptă în apartamentul unui prieten în timp ce ascultă piese pe Beatport. După lăsarea întunericului, este adus la Barakobamabar, unde mixează un set. La răsărit, prietenii săi îl conduc la metrou, deși unul dintre ei abia mai poate merge de la prea multe băuturi. Pușkariov apoi ia metroul înapoi la gară, folosind o scurtătură prin centrul orașului Sankt Petersburg.
Înapoi în Moscova și înapoi la începutul unui alt clip narativ, el își vizitează prietenii și în timp ce bea ceai, dezbate visul său de a pune techno în timpul zilei și de a aduce industria cluburilor techno într-un stil de viață mai sănătos.
După o călătorie scurtă cu metroul, mixează în clubul Mir din Moscova, după care zboară din nou spre Geneva. Acolo el ia același tren ca data trecută, însă de această dată în direcția opusă, spre Olten, via Berna. Întâmpinat de promoter, merge direct în clubul local Terminus, unde problemele tehnice îi împiedică reprezentația. Platanul Technics SL-1210 refuză să schimbe viteza de redare de la 45 rpm la 33 rpm. Mai târziu, un tehnician își lovește cotul de brațul platanului. Obosit, Pușkariov ia un taxi spre hotel, unde își verifică cererile de booking pe laptop.
Dimineața, el ia trenul spre Lausanne unde schimbă pentru un TGV spre Paris. După o reprezentație la barul 4 Éléments, își continuă călătoria spre hubul SWISS din Zürich, unde se urcă într-un avion spre Budapesta.
Echipa locală îl transportă din Budapesta spre Kecel, unde mixează la clubul Korona pentru un public numeros. Adoarme în mașină pe drumul de întoarcere spre Budapesta, ratează centrul decorat al orașului și apuca doar câteva ore pentru a împacheta la hotel înainte de a pleca din nou spre aeroport, repornind loop-ul.
Zboară înapoi spre hubul din Zürich, unde schimbă pentru un zbor spre București.
Luat de la aeroport, el este condus la Craiova, unde mixează la clubul Krypton fără a apuca să se odihnească.
A doua zi, adoarme în mașină în timpul unei furtuni de zăpadă din 2012, una dintre cele mai periculoase din istoria României, pentru a ajunge la clubul Midi din Cluj-Napoca. Aici mixează pentru o mulțime extaziată, doar pentru a se trezi în același BMW care conduce din nou prin zăpadă.
În final, el ajunge la malul mării, se uită la valuri, la apus și se plimbă liniștit, lăsându-și geanta cu discuri pe plajă.

## Producția
Datorită restricțiilor de buget, Anatoli Ivanov a preluat activitatea de scenarist, co-producător, regizor, cameraman, editor și inginer de sunet.

### Dezvoltare
Anatoli Ivanov a dezvoltat ideea pentru Kvadrat după terminarea unei scurte improvizații de 30 de minute în limba cantoneză, la un eveniment privat despre artele marțiale desfășurat în Hong Kong în februarie 2011. La scurt timp după aceasta, el i-a sugerat lui Andrei Pușkariov filmarea unui documentar realist despre profesia de DJ, atunci când cei doi s-au întâlnit în apartamentul regizorului din Paris.
Anatoli Ivanov a colaborat cu Iuri Rîsev pentru a finanța în mod privat proiectul, inițial greșind calculele pentru totalul necesar și ajungând la o sumă de 5 ori mai mare. Micșorarea drastică a costurilor de producție a permis filmului să fie filmat în 5 țări în ciuda bugetului redus, mulțumită tuturor celor care și-au oferit ajutorul voluntar, fără nicio compensație financiară.

### Locații
Kvadrat a fost filmat exclusiv în următoarele locații:
- Elveția
  - Zürich
  - Geneva
  - Olten
- Franța
  - Paris
  - Marsilia
- Ungaria
  - Budapesta
  - Kecel
- România
  - București
  - Craiova
  - Cluj-Napoca
- Rusia
  - Moscova
  - Sankt Petersburg
  - Ijevsk, Udmurtia
  - Votkinsk, Udmurtia
  - Stepanovo, Udmurtia

În plus, s-a filmat în timpul zborurilor cu SWISS și Izhavia, călătoriilor cu trenul SBB-CFF-FFS, RJD, și în mijloacele de transport public TPG în Geneva, Metroul din Sankt Petersburg și Metroul din Moscova.

### Cinematografie
Producția a început în 27 august 2011, s-a încheiat la 16 iulie 2012 și a durat 55 de zile (dacă se iau în considerare zilele în care camera rula).
Filmul a fost tras în format wide 1080p HD folosind două camere Canon 1D mark IV și doar două obiective foto Canon.
Anatoli Ivanov este singurul membru al echipei care filma și înregistra sunetul pentru film, purtând el însuși tot echipamentul cinematografic. A evitat folosirea de cărucioare, macarale, steadicame, monturi pentru mașină, trepiede și slidere și a filmat Kvadrat exclusiv cu handheld rig. De asemenea, nu a fost folosită lumina adițională.

### Montaj și post-producție
Editarea s-a făcut cu Final Cut Pro X, post-producția a început imediat după încheierea producției. A durat un an în Geneva și a fost afectată de probleme tehnice, ca spre exemplu îndepărtarea pixelilor fierbinți de pe imaginea surprinsă de camere sau folosirea de hardware necorespunzător pentru computer (un MacBook Pro din 2011 si o pereche de căști Sony MDR7506).

### Muzică
Filmul include 35 de piese mixate de DJ Pușkariov, reprezentând diferite sub-genuri ale muzicii techno, de la deep house, la dub techno, minimal techno si electro:
1. “Abyss” de Manoo – Deeply Rooted House, 2008
2. “Direct” de Kris Wadsworth – NRK Sound Division, 2009
3. “La Grippe (Helly Larson Remix)” de George Soliis – Wasabi, 2011
4. “Air” de Havantepe – Styrax Leaves, 2007
5. “Mauna Loa” de Mick Rubin – Musik Gewinnt Freunde, 2009
6. “Soul Sounds (Freestyle Man Original Dope Remix)” de Sasse – Moodmusic, 2005
7. “Tammer (David Duriez Remix From Da Vault)” de Phonogenic – 20:20 Vision, 2000
8. “Track B1” de Slowhouse Two – Slowhouse Recordings, 2008
9. “Post” de Claro Intelecto – Modern Love, 2011
10. “Acid Face” de Scott Findley – Iron Box Music, 2003
11. “Warriors” de Two Armadillos – Secretsundaze Music, 2007
12. “Grand Theft Vinyl (JV Mix)” de Green Thumb vs JV – So Sound Recordings, 2004
13. “Tobacco (Alveol Mix)” de Kiano Below Bangkok – Only Good Shit Records, 2011
14. “When The Dark Calls” de Pop Out and Play – Alola, 2001
15. “Circular Motion (Vivid)” de Christian Linder – Phono Elements, 2002
16. “Blacktro (Demo 1)” de Jerome Sydenham and Joe Claussell – UK Promotions, 2007
17. “Green Man” de Mr. Bizz – Deepindub.org, 2008
18. “Tahiti” de Ben Rourke – Stuga Musik, 2011
19. “Willpower” de Joshua Collins – Prolekult, 2002
20. “Lullaby For Rastko (Herb LF Remix)” de Petkovski – Farside, 2011
21. “Agape Dub” de Luke Hess – Modelisme Records, 2009
22. “Glacial Valley” de Makam – Pariter, 2011
23. “The Time” de Vizar – Jato Unit Analog, 2011
24. “Libido” de Sean Palm and Charlie Mo – Railyard Recordings, 2008
25. “Ahck (Jichael Mackson Remix)” de Minilogue – Wir, 2007
26. “Altered State (Artificial Remix)” de Jason Vasilas – Tangent Beats, 2004
27. “Modern Times (Dub Mix)” de Hatikvah – Baalsaal, 2009
28. “That Day (Loudeast Black Label Remix)” de DJ Grobas – Thrasher Home Recordings, 2004
29. “The Hills (John Selway Dub)” de Filippo Mancinelli and Allen May – Darkroom Dubs, 2011
30. “Running Man” de Petar Dundov – Music Man Records, 2007
31. “Ice” de Monolake – Imbalance Computer Music, 2000
32. “Lucky Punch” de Peter Dildo – Trackdown Records, 2006
33. “Live Jam 1” de Rhauder – Polymorph, 2011
34. “Can U Hear Shapes?” de Pop Out and Play – Alola, 2001
35. “Be No-One” de Charles Webster – Statra Recordings, 2001

## Teme
Pe lângă subiectul evident al profesiei de DJ, așa cum apare el în cluburile de noapte, Kvadrat explorează și teme mai puțin cunoscute din călătoriile DJ-lor, oboseala, lipsa de somn, auto-distrugerea, absurditatea, singurătatea, scopul artei și stereotipurile artistice.

## Gen
Anatoli Ivanov a combinat genul filmului de călătorie cu cel al videoclipului, creând un muzical techno fără prea mult dialog. El aplică deliberat estetică filmelor de ficțiune pentru un metraj non-ficțional și elimină clișeele documentarului pentru a obține o a treia categorie, un rezultat între non-ficțiune și documentar. Cu alte cuvinte, un documentar folosindu-se de tehnici de ficțiune precum expoziția, metaforele și simbolismul pentru a exprima idei, a provoca emoții și a pune întrebări implicit, în loc de expunere, interviuri organizate și voice-over explicativ pentru a comunica răspunsurile explicit.

## Lansare
Filmul a fost lansat discret pe Vimeo, la o calitate de 720p, în data de 17 octombrie 2013, cu subtitrări în engleză, franceză  și rusă, acumulând 53 000 de vizualizări - plays (până în septembrie 2014, a nu se confunda cu încărcări – loads). Premiera la cinema a avut loc ca pachet cinematografic digital cu rezoluție 2K în timpul festivalului Kommt Zusammen din Rostock, Germania la 18 aprilie 2014.

## Recepție
Publicul și presa au fost surprinși de o lansare discretă, fără nicio campanie de marketing.
Criticii au lăudat calitățile estetice, atmosferice, muzicale si meditative ale filmului, natura sa realistă, precum și decizia de a abandona interviurile tradiționale și de a adopta o editare inovatoare.